# مدن اليابان
| تقسيمات اليابان الإدارية |
| مستوى المحافظة |
| --- |
| محافظات (都道府県 تو دو فو كين) |
| مستوى أقسام المحافظة |
| فروع المحافظات (支庁 شي تشو) مقاطعات (郡 غون) |
| مستوى الحكومات المحلية |
| |
| مدن معرفة (政令指定都市 سيه ريه شي تيه تو شي) مدن نواة (中核市 تشوكاكو شي) مدن خاصة (特例市 توكو ريه شي) مدن (市 شي) أحياء خاصة (طوكيو) (特別区 توكو بيتسو كو) بلدات (町 تشو, ماتشي) قرى (村 صون, مورا) |
| مستوى أقسام الحكومات المحلية |
| أحياء (区 كو) |

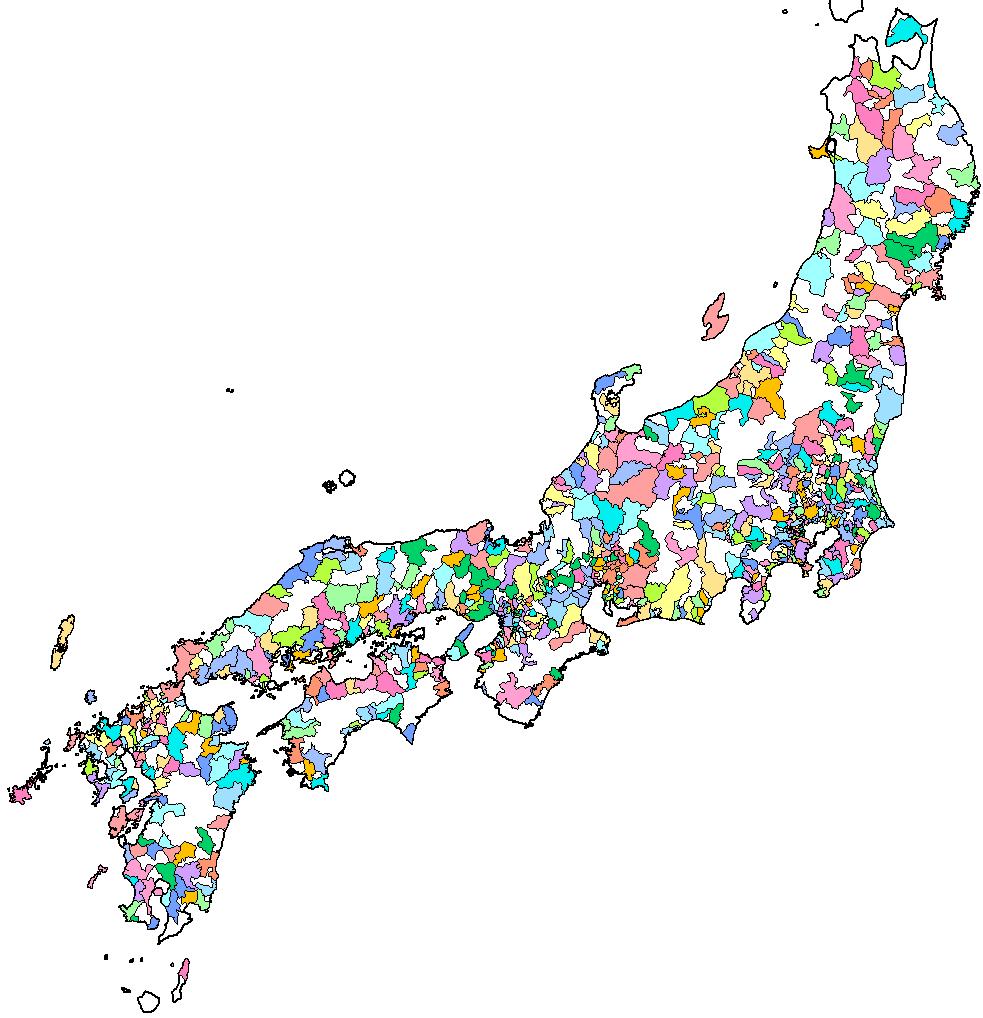
مدن اليابان

المدينة (باليابانية: 市 شي) هي أحد الوحدات التقسيم الإداري في اليابان. يتم تصنيف المدن على مرتبة مماثلة للبلدات والقرى مع خلاف واحد هي أنها لا تتبع المقاطعة. يتم تعريف المدن في قانون الإدارة المحلية الياباني للعام 1947.

## رتبة المدينة
من الممكن لأي بلدة أو قرية أن تترقى لتصبح مدينة عند زيادة عدد سكانها إلى ما يزيد عن خمسين ألف نسمة، وبالعكس فمن الممكن أن يتم تخفيض مرتبة المدينة إلى قرية أو بلدة عندما ينقص عدد سكانها عن خمسين ألف نسمة. على الرغم من ذلك يوجد العديد من الاستثناءات حيث يبلغ تعداد مدينة أوتاشيناي، هوكايدو حوالي 6000 نسمة بينما يبلغ تعداد أحد القرى في ذات المحافظة حوالي 40 ألف نسمة.
من الممكن أن تترقى المدن الكبيرة للحصول على الرتب التالية:
- مدينة خاصة
- مدينة نواة
- مدينة مختارة

بموجب مرسوم تعديلات خاصة حول دمج الحكومات المحلية (市町村の合併の特例等に関する法律) رقم 59 للعام 2004، تم تخفيض حد الترقية لمرتبة مدينة في حال تشكلت المدينة من دمج عدة قرى أو بلدات وذلك من أجل تشجيع الدمج بهدف تخفيض النفقات الإدارية للحكومات المحلية. وبموجب هذا حصلت العديد من الدوائر الحكومية على مرتبة مدينة.